# Klasicismus (tendence umění)

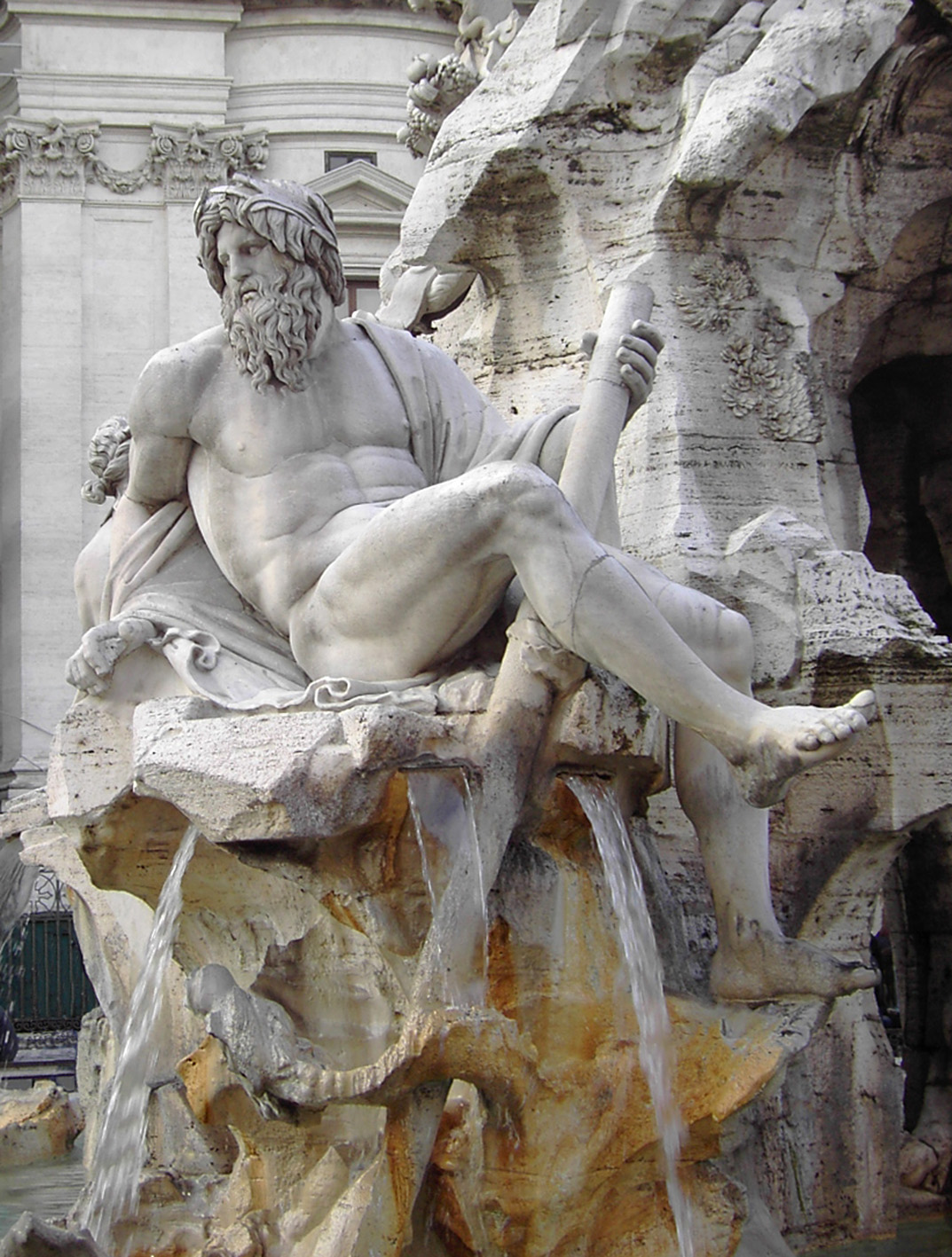
Detail Fontány čtyř řek, Bernini, 1651.

Klasicismus v umělecké a estetické oblasti v obecném smyslu je navazování na vzory klasického starověku, zejména na starořecké, římské a helénistické umění. Stejné slovo se používá pro konkrétní epochu klasicismu na konci 18. a počátku 19. století, kdy antika byla hlavní inspirací zejména architektury a výtvarného umění. Klasicismus v širokém smyslu má tendenci k univerzálnímu a neměnnému pojetí ideální krásy, vyjádřenému řádem, harmonií, rovnováhou a proporcí antických uměleckých děl.
V tomto smyslu se klasicismus vyskytuje v mnoha dobách a kulturách a je v protikladu ke stejně univerzální myšlence umění osvobozeného od modelů, pravidel a předem stanovené definice krásy.
Obecný klasicismus se v západním umění vyskytoval v různých historických obdobích:
- klasicismus vycházející z humanistickém prostředí 15. století, který se v umění projevil renesancí;
- v sedmnáctém století se vliv antiky rozšířil po celé Evropě s manýrismem a barokem (palladiánská architektura, barokní klasicismus);
- literární hnutí předromantické fáze (konec 18. století);
- klasicismus v užším smyslu mezi 18. a 19. stoletím;
- klasicky inspirovaná část architektury historismu na konci 19. století, tedy neoklasicismus;
- klasické vlivy v různých oblastech umění 20. století.